# Neil Dudgeon
Neil Dudgeon, född 2 januari 1961 i Doncaster, South Yorkshire, är en brittisk skådespelare, som medverkat i många TV-deckare.
Hos svensk publik är han nog mest känd som ersättaren till Tom Barnaby, där han spelar kusinen John Barnaby i Morden i Midsomer, då John Nettles tackar för sig efter tretton säsonger. Dudgeon har tidigare varit med i ett avsnitt av Morden i Midsomer, avsnittet Garden of Death (2000) i rollen som Daniel Bolt.